# Distrito de Ranrahirca
El distrito de Ranrahirca es uno de los ocho que conforman la provincia de Yungay, ubicada en el departamento de Ancash en el Perú. Tiene una altitud de 2460 m.s.n.m., una extensión aproximada de 250 km² y con una población total de 2 964 hab. según estimaciones del INEI en el 2020.

## Toponimia
El topónimo Ranrahirca, a veces llamada Ranrajirca, deriva de los vocablos quechuas ranra, "pedregoso" y hirka, "morro" lo que indica que Ranrahirca significa "morro pedregoso".

## Historia
El distrito de Ranrahirca fue creado por la Ley 9403 el 15 de octubre de 1941, siendo presidente del Perú el Dr. Manuel Prado Ugarteche y diputado por la provincia de Yungay el Ing. Néstor Torres.  Su primer alcalde fue el Señor Felipe Vásquez Giraldo. Ranrahirca y varios lugares aledaños sufrieron impresionantes tragedias a lo largo de la historia peruana contemporánea. 
Alud de 1962: El miércoles 10 de enero de 1962 a las 18:05 horas (6:05 p. m.), por desprendimiento de una enorme cornisa de hielo desde el pico norte del nevado Huascarán. La masa de hielo recorrió 16 km a la velocidad de 120 km por hora. Desaparecieron 4 000 habitantes y fueron borrados del mapa los pueblos de Ranrahirca, Shacsha, Huarascucho, Yanama Chico, Armapampa y Uchucoto. En esa oportunidad el alud pasó a un kilómetro y medio al sur de la antigua ciudad de Yungay y a un km al norte del pueblo de Mancos. Según el censo de 1961 la provincia tenía 36 063 habitantes, registrándose en Yungay 15 210 habitantes, en Ranrahirca 2456 habitantes y en Mancos 4500 habitantes.
Alud de 1970: El 31 de mayo de 1970 a las 15:23 horas (3:23 p. m.), un violento sismo sacudió el nevado Huascarán, provocando el desprendimiento de gigantescas cornisas de hielo que cayeron inicialmente en ángulo de 70 a 80 grados hacia lagunas glaciares causando un aluvión de 50 a 100 millones de m³ de masa morrénica, lo que ocasionó la muerte de 22,000 Yungainos, borrando del mapa, la ciudad capital de Yungay, sus distritos y barrios tales como Ongo, Aira, Armapampa, Nuevo Shacsha, Nuevo Ranrahirca, Huarascucho, Chuquibamba, Caya, Utcush y Tullpa. Toda la avalancha viajó a través de 16 km bajando entre 3,000 y 4,100 metros de distancia vertical con una velocidad promedio de 280 km por hora.

## Geografía
Nueva Ciudad. Actualmente se ubica en una amplia explanada, en el ángulo sureste, que forma la unión del río de Ranrahirca y el río Santa. Cuenta con servicios educativos de primaria y secundaria, que tienen infraestructura moderna, equipada de materiales y laboratorio actualizados, con docentes calificados y profesionales competentes, participativos de sólidos valores democráticos y autoestima progresista, comprometidos con el bienestar y desarrollo del distrito. Gracias a ello, ha logrado erradicar el analfabetismo.

### Centros poblados
- Ranrahirca Urbano (Pueblo)
- Encayoc (Caserío)
- Cajapampa (estancia)
- Ranrahirca Alto (Anexo)
- Monte Bello (Anexo)
- Ranrapunta (Unid. Agropecuaria)
- Arhuay (anexo de caserío de Encayoc)
- Oculluqui Ruri (Anexo)
- Soledad (Anexo)
- Independencia (Anexo)
- La Florida (Anexo)
- Apachico (Anexo)
- Cochapampa (Caserío)
- Llecllish (Anexo)
- Uchucoto (Anexo)

## Producción
Por estar ubicada en la Cordillera Blanca del Callejón de Huaylas posee abundante agua, que facilita la siembra del maíz, papa, trigo, cebada y otras especies y una variedad de árboles frutales por su buen clima; cuenta con bosques de eucaliptos, molles, taras y sauces. En el sector minero tiene pequeñas empresas que se dedican a la explotación y proceso del Yeso, Cal y explotación de la piedra de carbón.

## Autoridades

### Municipales
"2022 - 2025" "ALCALDE : EDGAR RUBEN ZEVALLOS A."
"2014-2017" ""alcalde:Jesús Vega 
- 2011-2014[3]
  - Alcalde: Juan Artemio Cribillero Paredes, del Movimiento Acción Nacionalista Peruano (MANP).
  - Regidores: Mariella Méndez Márquez (MANP), Ceferino Cayetano Julca Barrón (MANP), Jorge Alberto Milla Luna (MANP), Heidy Margot Silva Paredes (MANP), Óscar Rolando Suárez Menacho (Movimiento independiente Nuevo Destino).
- 2007-2010
  - Alcalde: Juan Richer Julca Morales.

## Festividades
Fiesta Patronal en Homenaje al Señor de los Milagros de Ranrahirca: celebrada el 14,19, 20, 21, 22 y 23 de septiembre donde se realiza dos tardes de corridas de toros que destacan en el departamento de Áncash.

## Atractivos turísticos
Ranrahirca es uno de los más atractivos distritos de Yungay y se hace presente dentro de la ruta turística del Callejón de Huaylas, cuenta con modernos hoteles y restaurantes.
Museo de Antropología, Arqueología e Historia Natural de Ranrahirca: El museo posee una colección de especies de la flora y fauna de la región. Además, una serie de fotografías de las ciudades de Yungay y Huaraz antes y después del sismo ocurrido en el año 1970, así como aerofotografías del alud que sepultó la ciudad de Ranrahirca en el año 1962. Es el único museo de historia natural que existe en la región Ancash. Mar a Dom 9 a. m. a 4 p. m.. Jr Las Palmeras s/n

## Gastronomía
Tiene una alta variedad gastronómica donde el plato de bandera viene a ser el sabroso Picante de Cuy, el Puchero, la Pachamanca, el Jamón y el Tarwi Pichu, además de poseer una deliciosa variedad de panes, como las cachangas, cuayes, roscas y bizcochos elaborados en hornos netamente artesanales para preservar su sabor incomparable. 